# Danielle Fichaud
Danielle Fichaud, née le 13 avril 1954 à Montréal, est une actrice canadienne.
Elle est nommée pour le César de la meilleure actrice dans un second rôle en 2022.

## Biographie
Danielle Fichaud est née le 13 avril 1954 à Montréal au Canada,. Elle suit les cours du Conservatoire d'art dramatique de Montréal, se lance au théâtre, et connaît le succès avec le rôle de Rosemonde dans la série Chez Denise entre 1979 et 1982. Au cinéma, elle travaille avec Denys Arcand. Elle fonde en 1988 sa propre école de comédie, les Ateliers Danielle Fichaud,.
Elle passe ses hivers dans la région Rhône-Alpes, où elle forme des jeunes comédiens.
Elle est choisie par Valérie Lemercier pour incarner le rôle de Sylvette Dieu, personnage directement inspiré de Thérèse Dion, la mère de Céline Dion dans le film Aline sorti en 2020,.
Lors du Festival de Cannes 2021 en juillet 2021, le film et sa distribution reçoivent une ovation de cinq minutes. Danielle Fichaud est nommée en 2022 pour le César de la meilleure actrice dans un second rôle et pour le Prix Iris de la meilleure actrice.

## Filmographie

### Télévision
- 1979 - 1980 : Chez Denise
- 1980 : Jeune Délinquant (documentaire)
- 1980 : Un dialogue de sourds de Jean-Paul Fugère
- 1984 : À toi, pour toujours, ta Marie Lou
- 1990 : Le Dépanneur olympique
- 1996 : Avec un grand A
- 1996 : Jasmine
- 1997 : Lobby
- 2000 : Willie
- 2000 : Tag
- 2001 - 2003 : Dominic et Martin
- 2001 : Fred-dy
- 2002 - 2004 : Lance et compte
- 2001 - 2002 : Un gars, une fille
- 2002 : Bunker, le cirque
- 2003 : Chartrand et Simonne
- 2003 - 2004 : Fortier
- 2004 : Caméra Café
- 2005 : Minuit, le soir
- 2006 : L'Gros Show
- 2007 - 2008 : Virginie
- 2006 : L'Gros Show
- 2006 : Les Morissette d'Emanuel Hoss-Desmarais et Louis Morissette
- 2008 - 2009 : Annie et ses hommes
- 2008 : Miss Météo
- 2009 : Mablonde.tv
- 2010 : Toute la vérité
- 2009 - 2015 : Vrak la Vie
- 2010 : Musée Éden
- 2010 : Les Rescapés
- 2015 : Mensonges
- 2015 : Au secours de Béatrice
- 2015 : La théorie du K.O.
- 2015 : Karl & Max
- 2016 - 2018 : District 31
- 2022 - 2024 :  Discussions avec mes parents

### Cinéma
- 1980 : J'passe l'hiver à Montréal, court métrage de Marie Potvin
- 1995 : Le Confessionnal de Robert Lepage
- 1996 : Joyeux Calvaire de Denys Arcand
- 1999 : Le Petit Ciel (en) de Jean-Sébastien Lord
- 2006 : Délivrez-moi de Denis Chouinard : Martine
- 2007 : L'Âge des ténèbres de Denys Arcand
- 2009 : La Donation de Bernard Émond : Pierrette Lemay
- 2009 : Les Signes vitaux de Sophie Deraspe : directrice
- 2010 : Piché, entre ciel et terre
- 2010 : Lazyboy, court métrage de Tetchena Bellange[11]
- 2011 : Ce n'est rien, court métrage présenté au Festival de Cannes[12].
- 2015 : La Passion d'Augustine de Léa Pool : sœur Saint-Donat
- 2016 : C'est mon kid, court métrage de Daniel Daigle
- 2018 : Identités de Samuel Thivierge
- 2019 : Mon ami Walid d'Adib Alkhalidey
- 2020 : Aline de Valérie Lemercier
- 2023 : Noël Joyeux de Clément Michel
- 2024 : Une langue universelle de Matthew Rankin : monsieur Castonguay

## Distinctions

### Nominations
- César 2022 : César de la meilleure actrice dans un second rôle pour Aline[13].
- Gala Québec Cinéma 2022 : Prix Iris de la meilleure actrice pour Aline[10]